# Langdysser von Nykrog
Die beiden west-ost-orientierten Langdysser von Nykrog 1 und 2 liegen auf einer Lichtung im Wald, an der die Forststraße vorbeiführt, nordwestlich von Majbølle in der Guldborgsund Kommune auf Lolland in Dänemark. sie stammen aus der Jungsteinzeit etwa 3500 bis 2800 v. Chr. und sind Megalithanlagen der Trichterbecherkultur (TBK).

## Langdysse 1
Die leicht trapezförmige Randsteineinfassung des Langdysse besteht aus 21 über 0,6 m hohen Steinen (etwa vier fehlen, wie auch die Erdfüllung). Die meisten befinden sich in situ. Sie ist 11,0 m lang und im Westen etwa 7,0 m, im Osten 8,0 m breit. Etwa in der Mitte befindet sich die kleine polygonale Kammer eines Dolmen. Vier der eng stehenden Tragsteine sind erhalten. Im Südosten klafft eine Lücke. Der leicht verschobene Deckstein liegt auf. 

## Langdysse 2
Der leicht trapezförmige Langdysse mit zwei Kammern liegt etwa 100 m entfernt, misst etwa 24,5 × 7,0 m und ist stark überwachsen. Kammer 1 liegt etwa 3,0 m vom Ostende entfernt. Erhalten sind drei schmale Tragsteine eines querliegenden Urdolmens ohne Deckstein. Kammer 2 misst etwa 1,5 × 0,6 m und liegt als parallel liegender Urdolmen etwa 11,5 m vom Ostende entfernt. Vier Tragsteine sind erhalten, der Deckstein fehlt.